# Гилбертсвил (Њујорк)
Гилбертсвил (енгл. Gilbertsville) град је у америчкој савезној држави Њујорк.

## Демографија
По попису из 2010. године број становника је 399, што је 24 (6,4%) становника више него 2000. године.
| Група             | 2000.       | 2010.       |
| Белци             | 358 (95,5%) | 389 (97,5%) |
| Афроамериканци    | 3 (0,8%)    | 2 (0,5%)    |
| Азијати           | 1 (0,3%)    | 1 (0,3%)    |
| Хиспаноамериканци | 5 (1,3%)    | 4 (1,0%)    |
| Укупно            | 375         | 399         |